# Trump Plaza
Trump Plaza fue  un hotel y casino ubicado en el paseo marítimo de Atlantic City, Nueva Jersey. Diseñado por el arquitecto Martin Stern, Jr., que fue inaugurado en 1984 y es uno de los dos casinos de propiedad de Trump Entertainment Resorts. El casino fue anfitrión de WrestleMania IV y  V en 1988 y 1989, junto con el adyacente Boardwalk Hall.

## Historia
Trump Plaza abrió sus puertas como una empresa conjunta entre Donald Trump y Harrah en Atlantic City. Trump construyó el complejo y que estuvo a cargo de Harrahs y contenía 614 habitaciones, siete restaurantes, un gimnasio, una sala de exposición de 750 asientos y un pies cuadrados 60.000 todos los casino en una estrecha parcela 2.6 acres de tierra al lado de Caesars Atlantic City. Plazo de seis meses, el nombre fue retirado de Harrahs el casino y se hizo conocido sólo como Trump Plaza. Parte de la razón de esto es que Harrah se asocia comúnmente y atrajo a los jugadores del bajo-balanceo, pero Trump había construido 85 grandes suites para apostadores, que se utilizan raramente. Los ingresos de los siete meses que fue abierto en 1984, el casino se colocó séptimo de los diez casinos que operan en la ciudad a la vez, lo que lleva Trump a hacerse cargo de todo el casino de Harrah. En 1989, la Torre Este del complejo abrió sus puertas, ampliando el recurso a un total de 906 habitaciones. La Torre Este había sido construido como apartamentos en 1968, pero fueron abandonadas poco después de que el juego fuese aprobado en 1976. Trump compró la torre y la fachada de ladrillo cubierto de estuco blanco para que coincida con el resto del casino. El 24 de mayo de 2011, Trump Entertainment Resorts anunció que se tomaría una decisión dentro de los dos meses para vender ya sea el casino o para renovar y ampliar la misma. Un socio de empresa conjunta podría ser interpuesta en si se toma la decisión de renovar la propiedad.
La torre fue demolida el día 17 de febrero de 2021 mediante una implosión controlada.

## Controversia
El complejo estaba en el centro de una de las principales expropiación Corte el caso a mediados de la década de 1990, cuando las empresas Trump han tratado de obtener la propiedad de la coque Vera, al retirado dueño de una casa situada junto al Trump Plaza. Encoque vs CRDA, Donald Trump, y Trump Plaza, coque señora salió victorioso, y los planes para construir un limousine estacionamiento en su propiedad fueron frustrados. Tras su muerte en 2009, Trump Plaza compró la propiedad y construyó el estacionamiento.